# Джозеф Ілоїло
Джозеф Ілоїло (29 грудня 1920 , Фіджі  — 6 лютого 2011 , Сува ) — політичний діяч держави Фіджі, 3 — тій президент Фіджі у 2000—2009 роках.

## Життєпис
Рату Хосефа Ілоілованіу Улуівуда народився 29 грудня 1920 року в м. Вуда провінції Мба на Фіджі. Належав до роду вождів, сам був вождем з титулом «Туї вуда». Був віце-президентом Фіджі у 1999—2000 роках за президента Камісесе Мара. Був обраний президентом Фіджі на раді вождів за підтримки військових 13 липня 2000 року після того як Камісесе Мара подав у відставку 29 травня 2000 на знак протесту проти дій військових. Був президентом Фіджі до 30 липня 2009 року, за винятком періоду грудня 2006 — січня 2007, коли був усунутий керівником перевороту Ф.Байнімарамою. Фактично був ставлеником Байнімарами та інших військових. Помер 6 лютого 2011 року в м.Сува.